# Wouter Godijn
Wouter Godijn (Amsterdam, 31 juli 1955) is een Nederlandse schrijver en dichter.

## Ontwikkeling als schrijver
In 1997 verscheen zijn romandebuut Witte tongen en in 2000 zijn eerste dichtbundel: Alle kinderen zijn van glas. Zijn dichtwerk wordt gekenmerkt door de tegenstelling tussen het alledaagse en het verhevene.
Zijn tweede dichtbundel Langzame nederlaag werd als allereerste clubkeuze van de Poëzieclub gekozen door het panel Gerrit Komrij en Neeltje Maria Min. Zijn derde bundel De karpers en de krab werd genomineerd voor de VSB Poëzieprijs. Hoe H.H. de wereld redde werd bekroond met de Jan Campert-prijs. Het werk van Wouter Godijn verscheen tot 2012 bij Uitgeverij Contact. Sinds Contact in 2012 is gefuseerd met uitgeverij Atlas wordt het werk van Godijn uitgegeven bij Atlas Contact.